# Gustav Spörer

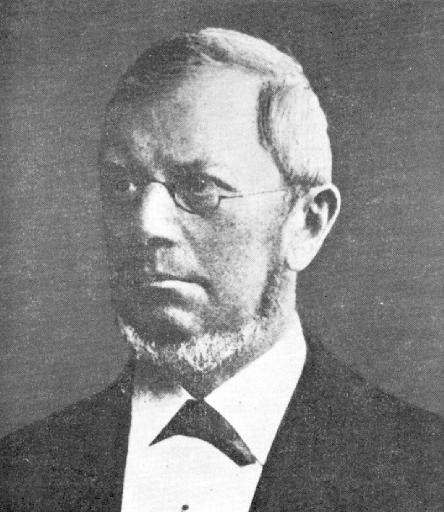
Portret van Gustav Spörer.

Friederich Wilhelm Gustav Spörer (Berlijn, 23 oktober 1822 - Gießen, 7 juli 1895) was een Duitse astronoom.
Hij is bekend om zijn studies naar zonnevlekken en cycli van zonnevlekken. Hij wordt vaak samen genoemd met Edward Maunder. Spörer was de eerste die een langere periode van lage zonnevlekactiviteit van 1645 tot 1715 vaststelde. Deze periode wordt  tegenwoordig het Maunder-minimum genoemd.
Het Spörer-minimum was een periode van lage zonnevlekactiviteit van ongeveer 1420 tot 1570.